# Ulrike Stanelle
Ulrike Stanelle (* 1955 in Schwerin) ist eine deutsche Schauspielerin, Regisseurin, Kabarettistin und Hörspielsprecherin.

## Leben
Ulrike Stanelle (auch Ulrike Gabriele Stanelle) wurde 1955 in Schwerin geboren und erhielt ihre Schauspielausbildung an der Staatlichen Schauspielschule Rostock. Es folgten Engagements in Meiningen, Berlin, Stuttgart und Schwerin. In einigen Produktionen des Fernsehens der DDR und der DEFA stand sie vor der Kamera und wirkte auch in Hörspielen als Sprecherin mit. An der Hochschule für Musik Hanns Eisler Berlin übte sie eine Lehrtätigkeit aus.

## Filmografie
- 1981: Polizeiruf 110: Harmloser Anfang (Fernsehreihe)
- 1983: Schwierig sich zu verloben
- 1983: Ferienheim Bergkristall: Silvester fällt aus (Fernsehserie)
- 1986: Blonder Tango
- 1988: Fallada – Letztes Kapitel

## Theater

### Schauspielerin
- 1979: Autorenkollektiv: Berlin – Weltstadt mit Theater – Regie: Otto Stark (Kabarett-Theater Distel Berlin)
- 1984: Franz von Pocci: Ritter Blaubart (Dame) – Regie: Klaus Stephan (Straßentheater Lumpensack Berlin)
- 1994: Ken Ludwig: Otello darf nicht platzen – Regie: Peter Lund (Theater am Kurfürstendamm Berlin)
- 1997: Autorenkollektiv: Liebesgrüße aus der Untertasse – Regie: Dieter Bellmann (Renitenztheater Stuttgart)
- 2004: Manfred Brümmer nach Fritz Reuter: Revolutschion in Pümpelhagen (Frau Nüßler) – Regie: Dirk Böhling (Mecklenburgisches Staatstheater Schwerin – Fritz-Reuter-Bühne)

### Regisseurin
- 1994: August Strindberg: Fräulein Julie (Goethe-Theater Berlin)

## Hörspiele
- 1981: Brüder Grimm: Tischlein deck dich – Regie: Manfred Täubert (Kinderhörspiel – Rundfunk der DDR)